# Domenico Centamore
Domenico Centamore (Scordia, 24 settembre 1967) è un attore italiano.

## Biografia
Nasce nel 1967 a Scordia, in provincia di Catania. Viene di solito scelto per le sue capacità attoriali da caratterista ed è noto per l'interpretazione del personaggio di Vito nel film I cento passi. Inoltre ha recitato ne La meglio gioventù e nella miniserie TV Il capo dei capi, in cui interpreta il ruolo di Giovanni Brusca.
Vive tuttora a Scordia, dove gestisce una cartolibreria di famiglia, utilizzata anche come spazio culturale e biblioteca personale.
Nel 2008 ha interpretato Balduccio Di Maggio ne Il divo di Paolo Sorrentino.
Nel 2009 appare su Canale 5 nella miniserie TV L'isola dei segreti - Korè, per la regia di Ricky Tognazzi, nel ruolo di Guido. Nello stesso anno interpreta Ignazio, un esattore mafioso, nel film La matassa di Ficarra e Picone; successivamente recita nel film Baarìa di Giuseppe Tornatore.
Nel 2011 partecipa al film TV Edda Ciano e il comunista di Graziano Diana. Nel 2013 ne La mafia uccide solo d'estate di Pif, dove impersona Leoluca Bagarella, entra nella cinquina dei David di Donatello come interprete della canzone originale Tosami Lady, interpretazione dialettale di Easy Lady di Ivana Spagna, brano musicale dei titoli di coda del film.
Nel 2014 ne La trattativa di Sabina Guzzanti interpreta i ruoli di Mimmo Teresi, di un poliziotto, di un traduttore di Giovanni Brusca e di se stesso; nel film TV Il giudice meschino di Carlo Carlei, appare nel ruolo di Francesco Manto. Partecipa anche al film Anime nere di Francesco Munzi, film in concorso al Festival di Venezia.
Nel 2016 è l'ispettore Cariddi nella miniserie TV Lampedusa - Dall'orizzonte in poi di Marco Pontecorvo, in onda su Rai 1, mentre al cinema è Tonino, scagnozzo di don Calò nel film In guerra per amore di Pif.
Nel 2016 e nel 2018 interpreta Totò Riina nella serie TV La mafia uccide solo d'estate, trasmessa in prima serata su Rai 1. Sempre nel 2018 è nel cast de La mossa del cavallo - C'era una volta Vigata di Gianluca Maria Tavarelli e in quello de Il tuttofare, opera prima di Valerio Attanasio. Nel 2021 interpreta Piccionello nella serie TV Màkari, tratta dai romanzi di Gaetano Savatteri, tornando a recitare con Claudio Gioè, con cui aveva collaborato già in diversi film e fiction tra cui Il capo dei capi.

## Filmografia

### Cinema
- I cento passi, regia di Marco Tullio Giordana (2000)
- Ginostra, regia di Manuel Pradal (2002)
- La meglio gioventù, regia di Marco Tullio Giordana (2003)
- Guardiani delle nuvole, regia di Luciano Odorisio (2004)
- Il divo, regia di Paolo Sorrentino (2008)
- La matassa, regia di Giambattista Avellino, Ficarra e Picone (2009)
- Baarìa, regia di Giuseppe Tornatore (2009)
- La mafia uccide solo d'estate, regia di Pif (2013)
- La trattativa, regia di Sabina Guzzanti (2014)
- Anime nere, regia di Francesco Munzi (2014)
- In guerra per amore, regia di Pif (2016)
- Il Tuttofare, regia di Valerio Attanasio (2018)
- Pinocchio, regia di Matteo Garrone (2019)
- Il caso Pantani - L’omicidio di un campione, regia di Domenico Ciolfi (2020)
- E poi si vede, regia di Giovanni Calvaruso (2025)

### Televisione
- Stiamo bene insieme – serie TV (2002)
- Il capo dei capi, regia di Enzo Monteleone e Alexis Sweet – miniserie TV (2007)
- Agrodolce – soap opera (2008)
- Il commissario Montalbano: La vampa d'agosto, regia di Alberto Sironi – film TV (2008)
- L'isola dei segreti - Korè, regia di Ricky Tognazzi – miniserie TV, 1 episodio (2009)
- Squadra antimafia 2 - Palermo oggi – serie TV, episodi 2x03-2x06-2x08 (2010)
- Edda Ciano e il comunista, regia di Graziano Diana – film TV (2011)
- Il giovane Montalbano – serie TV, episodio 2x03 (2015)
- Il giudice meschino, regia di Carlo Carlei – miniserie TV (2014)
- Lampedusa - Dall'orizzonte in poi, regia di Marco Pontecorvo – miniserie TV (2016)
- La mafia uccide solo d'estate – serie TV (2016, 2018)
- I fantasmi di Portopalo, regia di Alessandro Angelini – miniserie TV (2017)
- Maltese - Il romanzo del Commissario, regia di Gianluca Maria Tavarelli – miniserie TV (2017)
- La mossa del cavallo - C'era una volta Vigata, regia di Gianluca Maria Tavarelli – film TV (2018)
- Màkari – serie TV (2021-in corso)
- Incastrati – serie TV, 6 episodi (2022-2023)

### Cortometraggi
- Alicio in Secchioland, regia di Rocco Milluzzo (2010)
- La mafia alternativa, tra vita, morte e... miracoli, regia di Nicola Barnaba (2012)
- fiSOlofia, regia di Nicola Palmeri (2017)
- Fili di memorie, regia di Marco Latina, Sebastiano Pistritto e Sam Movies (2020)